# 13312 Orlowitz
13312 Orlowitz eller 1998 RK68 är en asteroid i huvudbältet som upptäcktes den 14 september 1998 av LINEAR i Socorro County, New Mexico. Den är uppkallad efter Barbara Orlowitz.
Asteroiden har en diameter på ungefär 5 kilometer.